# Ernst Molden (Künstler)
Ernst Molden (* 1967 in Wien) ist ein österreichischer Liedermacher und Schriftsteller.

## Herkunft
Ernst Molden ist Sohn der Autorin und Journalistin Hanna Molden und des ehemaligen Verlegers, Schriftstellers und Widerstandskämpfers Fritz Molden. Die Großeltern väterlicherseits, der Journalist Ernst Molden und die Schriftstellerin Paula von Preradovic, waren bekannte Persönlichkeiten. Von seiner Großmutter mütterlicherseits, die sich in seiner Kindheit viel um ihn kümmerte, lernte Ernst Molden Wienerisch.
Anfang 2022 stellte das Nachrichtenmagazin profil die Familie Molden in eine Reihe mit der Familie Mann in Deutschland oder der Familie Kennedy in den USA.

## Literarische Karriere
Bereits Anfang der 1990er Jahre brachte Ernst Molden mehrere Stücke auf die Bühne, die in Wien und Berlin uraufgeführt wurden. Molden veröffentlichte neben Kolumnen, Essays und Romanen, für die er u. a. mit dem Österreichischen Förderungspreis für Literatur (2000) ausgezeichnet wurde. Parallel zu seiner musikalischen Laufbahn tritt Molden weiterhin als Autor in Erscheinung. Zudem überträgt er seit 2018 als Nachfolger des Kurt-Ostbahn-Masterminds Günter Brödl Asterix-Hefte ins Wienerische, darunter die Titel „Kööch uman Asterix“, „Es Brojeggd“ und „Asterix und es kupfane Reindl“.
Zeitweise arbeitete Ernst Molden als Gerichtsreporter für die Tageszeitung Die Presse und als Kolumnist für die Samstagbeilage Freizeit der Tageszeitung Kurier.

## Musikalische Karriere
Ab Mitte der 1990er Jahre trat Ernst Molden (Gitarre und Gesang) mit einer Mischung aus literarischem Vortrag und Chansonprogramm zusammen mit seinem Partner Heinz Kittner (Schlagzeug) auf. Um die Zeit von Nimm mich, Schwester wich der literarische Vortrag immer mehr dem klassischen Rock-Konzert-Rahmen. Ab Haus des Meeres ergänzte Stephan Stanzel (Bass) die Band, mit dem Album Bubenlieder außerdem Sibylle Kefer (zweite Stimme, Querflöte) und ab Ende 2007 Hannes Wirth (zweite Gitarre). Solo und in wechselnden Formationen (zunächst: Teufel und der Rest der Götter, Ernst Molden und Der Nachtbus, später: Ernst Molden Band) tourte er wiederholt in Österreich und dem deutschsprachigen Ausland.
Seit jeher spielt Molden Songs aus jenem dämmrigen Untergrund, der auch die Kulisse für seine Romane abgibt. Thematisch schöpft der „Leonard Cohen Wiens“ (Zitat Falter) bevorzugt aus der reichen urbanen Mythenwelt der Donau-Metropole, aber auch aus seinem privaten Umfeld. Das musikalische Unterfutter verbindet Moldens lange Erfahrung mit dem elektrischen Blues mit zart gesetztem Lokalkolorit – und sei es ein verminderter Akkord, der eine Rockballade nach US-Baumuster auf einmal kaum merklich nach Ottakring entführt.
Ernst Moldens Band, mit der er live auftritt und unter anderem die Alben Wien und Foan eingespielt wurden, ist laut Rainer Krispel (Augustin) eine „tight groovende Musikmaschine“. Gäste wie der Urwiener und Wahl-Londoner Musikjournalist Robert Rotifer und Ex-„Ostbahn Kurti“ Willi Resetarits tragen das ihre dazu bei. Auf dem Album (ohne di, 2009) ist die Besetzung reduziert, präsentiert sich mit Molden (Gesang, Gitarren), Resetarits (Gesang, Mundharmonika), Walther Soyka (Knöpferlharmonika; bekannt auch durch seine Zusammenarbeit mit Roland Neuwirth) und Hannes Wirth (Gitarre; Mitglied der Band A Life, A Song, A Cigarette) in einem intimeren Rahmen. Produziert werden Moldens Alben seit 2006 (Bubenlieder, Wien, Foan und ohne di) von Kalle Laar (Trikont, Temporary Soundmuseum München).
Mit dem Punk-Veteranen Rainer Krispel formierte sich Ernst Molden sporadisch zu The Red River Two.
Im April 2010 präsentierte er im Wiener Rabenhoftheater Häuserl am Oasch, „Ein Singspiel aus dem Wald“. 2011 fungierte er als Juror beim Protestsongcontest.
Im Jahr 2011 brachte er sein zehntes Album es lem heraus. Bei den Aufnahmen dazu wirkten neben seiner Band auch Der Nino aus Wien, Klemens Lendl, Willi Resetarits und Robert Rotifer mit.
Ebenfalls 2011 wurde sein Stück Rosi, Toni, Tatzelwurm als Figurentheater für Kinder ab 4 Jahren im Wiener Figurentheater LILARUM uraufgeführt.
2012 erschien sein Soloalbum A so a scheena dog. Im Mai 2013 wirkte er bei der Eröffnung der Wiener Festwochen mit. Im September 2013 feierte Hafen Wien Ein Singspiel von den Toten im Rabenhoftheater Premiere.
Im Jahr 2014 erschien das Album Ho rugg. Auf diesem Album sind neben Molden auch Willi Resetarits, Walther Soyka und Hannes Wirth zu hören. Das Album stieg auf Platz 6 in die österreichischen Charts ein. Der Titelsong wurde 2015 mit dem renommierten Deutschen Liederpreis ausgezeichnet.
2015 veröffentlichte Molden gemeinsam mit Der Nino aus Wien das Album Unser Österreich, das Neuinterpretationen von Liedern von u. a. Wolfgang Ambros, André Heller, Sigi Maron und anderen umfasst. Bereits zuvor traten Molden und Der Nino aus Wien regelmäßig gemeinsam auf.
2017 sowie 2022 wurde er beim Amadeus Austrian Music Award gemeinsam mit Willi Resetarits, Walther Soyka und in der Kategorie „Jazz / World / Blues“ ausgezeichnet.
Mit Ursula Strauss veröffentlichte er 2020 das Album Wüdnis. In dem ersten coronabedingten Lockdown veranstaltete Molden auf dem Balkon seiner Wohnung in Wien-Erdberg insgesamt 20 Balkonkonzerte, die medial breiter rezipiert wurden.
2021 trat Molden gleich mit mehreren Veröffentlichungen in Erscheinung. Gemeinsam mit Willi Reseratits, Walther Soyka und Hannes Wirth veröffentlichte er das Album Schdean, mit Der Nino aus Wien produzierte er mit dem Album Zirkus den Soundtrack zu einer Filmdokumentation über den Zirkusdirektor Bernhard Paul. Ebenfalls im Frühjahr 2021 veröffentlichte Molden gemeinsam mit dem Frauenorchester bestehend aus Sibylle Kefer, Marlene Lacherstorfer und Maria Petrova das Album Neiche Zeid. Im Dezember trat er mit dem Titellied des Albums sowie der War-is-Over-Adaption Mim Griskind was rauchn beim Ö3-Weihnachtswunder auf.
2022 erschien das Album Oame Söö, eine neuerliche Zusammenarbeit mit Ursula Strauss. Im Frühjahr 2023 veröffentlichte Molden das Album Möadanumman, eine Produktion zum Podcast Klenk + Reiter – Der Falter-Podcast aus der Gerichtsmedizin der Wiener Wochenzeitung Der Falter. Im Herbst erschien mit dem Album de zwidan zwa ein erstes gemeinsames Album mit dem Popkünstler Christopher Seiler, das auf Platz 5 in den österreichischen Albumcharts einstieg und 2024 mit einem Amadeus ausgezeichnet wurde.

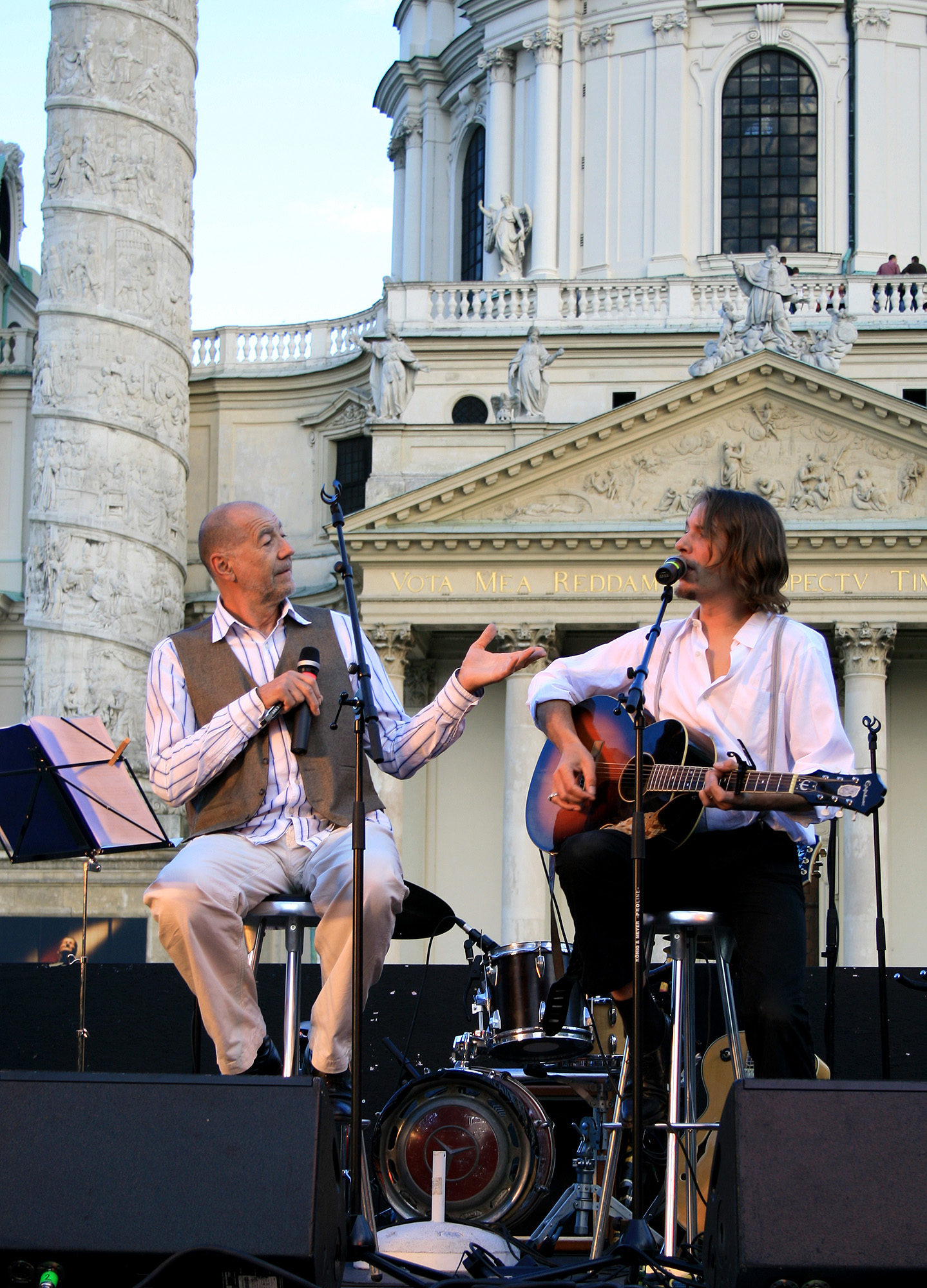
Molden & Resetarits, 2008
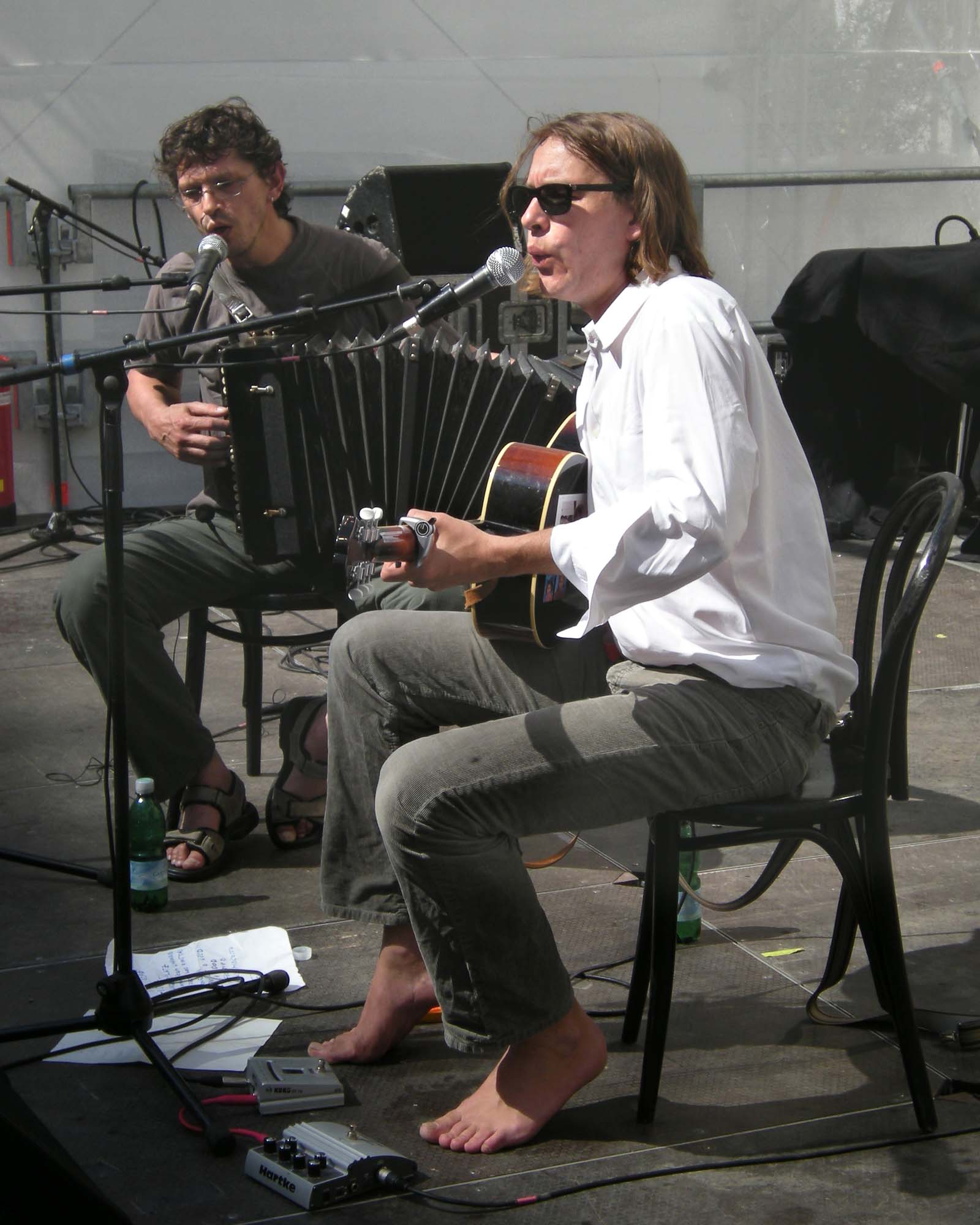
Ernst Molden (rechts) mit Walther Soyka, 2009
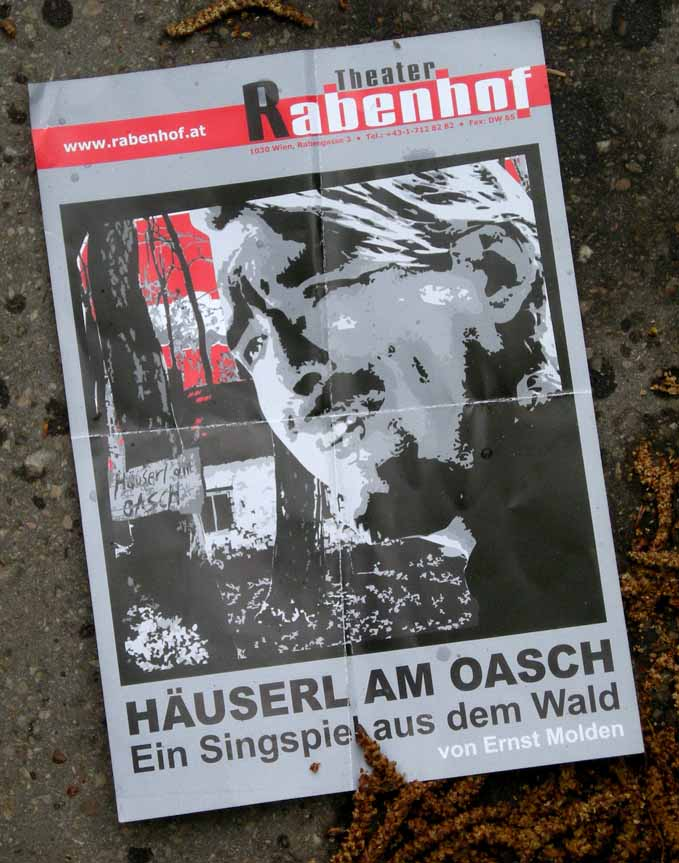
Programmzettel für 'Häuserl am Oasch', 2010
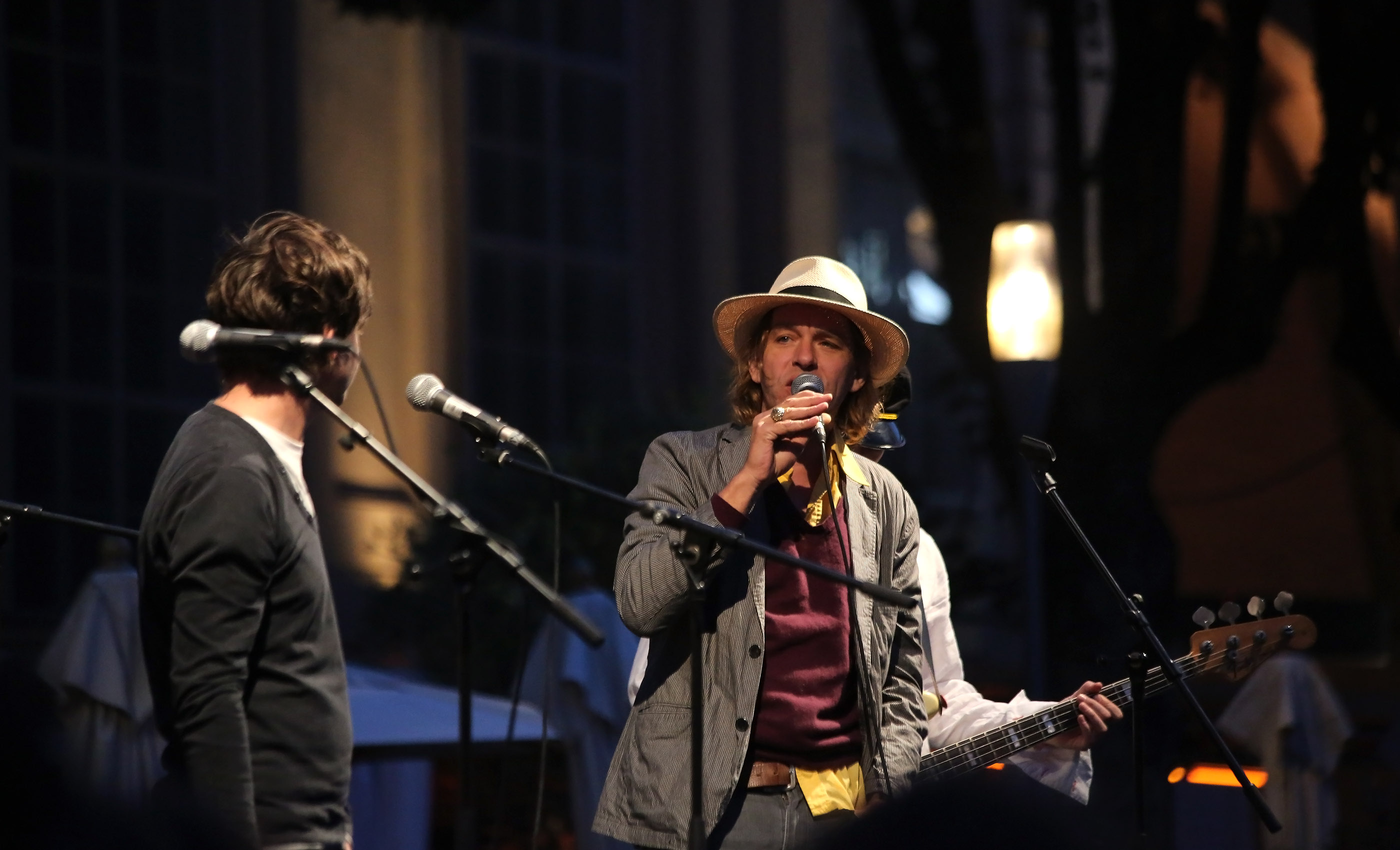
Ernst Molden & Der Nino aus Wien, 2013
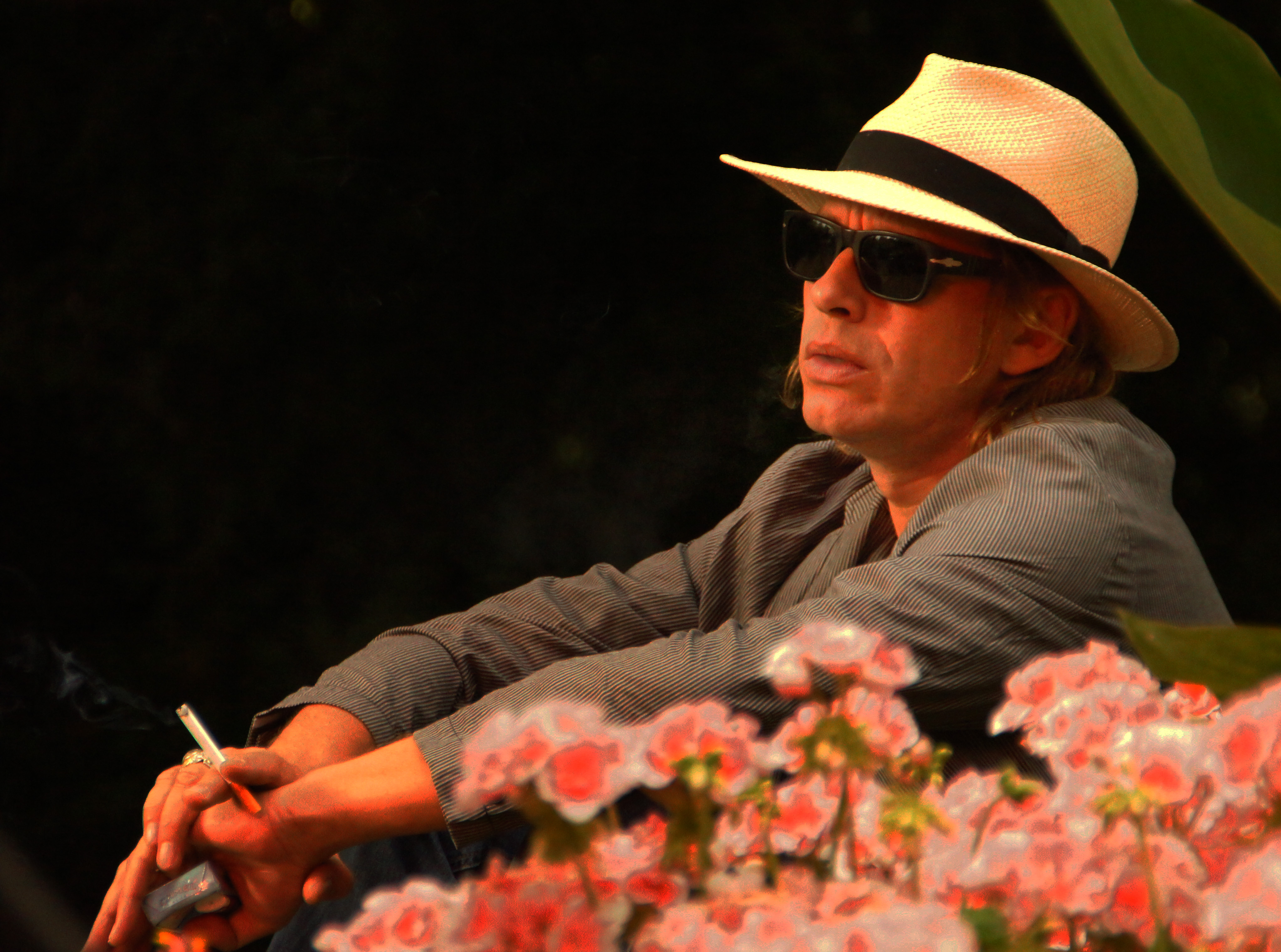
Ernst Molden, 2013

## Sonstiges
Im September 1998 nahm Molden unter dem Vortragenden Nick Cave an der Klasse „the love song and how to write one“ der Schule für Dichtung teil. In einem Interview mit der Tageszeitung Die Presse im Jahr 2008 erinnerte sich Molden daran wie folgt: „Er kam mit einem Rohrstaberl, hatte ein rosa Westerl an. Damals war er ziemlich fertig. Er kam frisch aus der Drogenklinik, seine Freundin P.J. Harvey hatte ihn gerade verlassen. In dieser seelischen Aufruhrstimmung fuhr er nach Wien und da fiel ihm auf, dass er agierte wie sein Vater, der Literaturlehrer war. Ein weiterer Schock für ihn! Cave war streng, spielte ein Weltuntergangspiano und lehrte uns, dass das Liebeslied die absolute Königsdisziplin ist.“
Ernst Molden ist verheiratet und hat drei Kinder. Er lebt in Wien-Landstraße, dem 3. Wiener Gemeindebezirk.

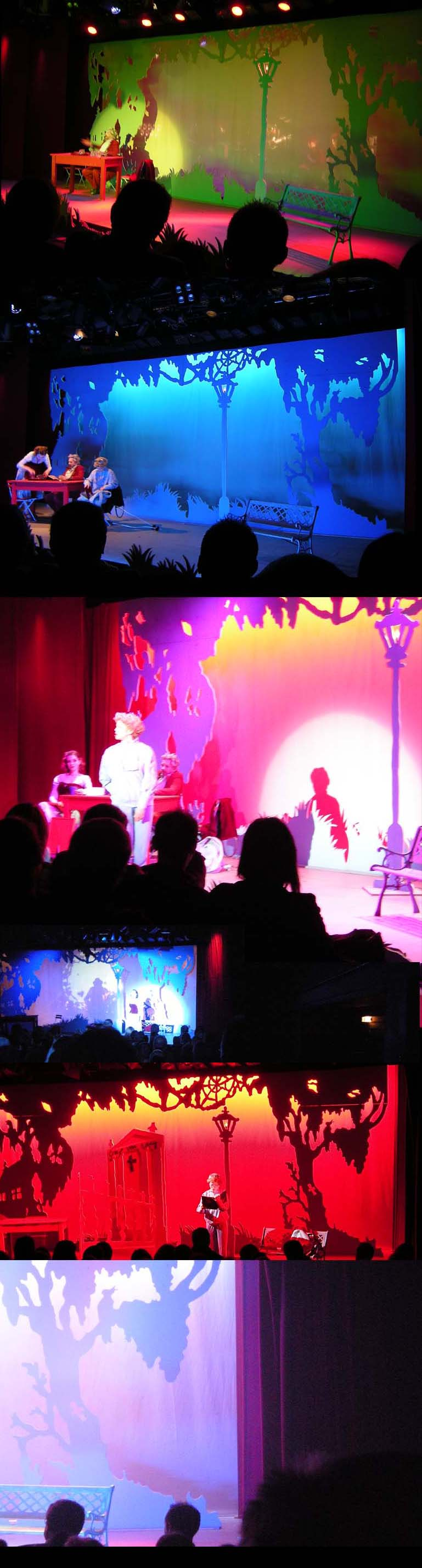
Häuserl am Oasch (2010)

## Diskografie
- Hört! (Epic/Sony 1996) (mit: Teufel & der Rest der Götter)
- Ernst Molden und der Nachtbus (ORF-CD 1999)
- Nimm mich Schwester (Hoanzl 2003, wiederveröffentlicht BaderMoldenRecordings 2018)
- Haus des Meeres (Extraplatte 2005)
- Bubenlieder (monkey./Hoanzl 2006)
- Wien (monkey./Hoanzl 2008)
- Foan (monkey./Hoanzl 2008)
- Ohne di (monkey./Hoanzl 2009)
- Häuserl am Oasch (monkey./Hoanzl 2010)
- Es Lem (monkey./Hoanzl 2011)
- Weida Foan (monkey./Hoanzl 2011)
- A so a scheena Dog (monkey./Hoanzl 2012)
- Ho rugg (Molden, Resetarits, Soyka & Wirth, 2014)
- Unser Österreich (Molden & Der Nino aus Wien, monkey. 2015)
- Schdrom (monkey. 2016)
- Yeah (Molden, Resetarits, Soyka & Wirth, 2017)
- Hurra (Ernst Molden, BaderMoldenRecordings, 2018)
- Dei Schwesda waand (Ernst Molden & Frauenorchester, 2018)
- Wüdnis (Molden & Ursula Strauss, BaderMoldenRecordings, 2020)
- Zirkus (Molden & Der Nino aus Wien, BaderMoldenRecordings, 2021)
- Schdean (Molden, Resetarits, Soyka & Wirth, BaderMoldenRecordings, 14. Mai 2021)
- Neiche Zeid (Ernst Molden & das Frauenorchester, BaderMoldenRecordings, 28. Mai 2021)
- Oame Söö (Molden, Pixner, Strauss, Petrova & Randi, BaderMoldenRecordings, 29. Juli 2022)
- Möadanumman (BaderMoldenRecordings, 23. Juni 2023)
- de zwidan zwa (Molden & Christopher Seiler, BaderMoldenRecordings, 2023)
- Live im Stadtsaal (mit Willi Resetarits, Walther Soyka & Hannes Wirth, BaderMoldenRecordings, 2025)
- Fliagl (mit Anna Anderluh, Aliosha Biz, Thomas Gravogl, Maria Petrova, Andrej Prozorov, Hannes Wirth, Walther Soyka, 2025)

## Bibliographie (Auswahl)
- Der Basilisk, Theaterstück, UA Schauspielhaus, Wien 1991.
- In Nach-Italien, Theaterstück, UA Theatertreffen, Berlin 1992.
- Weisser Frühling, Dubrovnik nach dem Krieg, Essay mit Fotos von Gerhard Wartha, Ibera, European University Press, Wien 1994, ISBN 3-900436-13-4.
- Die Krokodilsdame, Roman, Knaus, München 1997
- Biedermeier, Roman, Deuticke 1998
- Austreiben, Roman, Deuticke, Wien 1999
- Doktor Paranoiski, Roman, Deuticke, Wien 2001
- Blue Biedermeier, Hörspiel, 2003
- Christbaum kaufen, baden gehen, Kolumnen, Deuticke, Wien 2003
- Wien: Hinweise zum Umgang mit einer alten Seele (mit Fotos von Niki Similache), Deuticke, Wien / München 2004, ISBN 978-3-216-30693-7.
- Wien Mitte. Ein Wochenbuch. Deuticke, Wien 2014, ISBN 978-3-552-06242-9.
- Das Nischenviech: Die wilden Tiere meines Lebens, mit Helmut Pokornig und Carl Manzano, Zsolnay-Verlag/Deuticke, Wien 2019, ISBN 978-3-552-06393-8.

## Filme
- Der Blues von Wien (ein Film von Jürgen Moors, 2006)

## Auszeichnungen (Auswahl)
- Preis der deutschen Schallplattenkritik 2011 – Auszeichnung für das Album Es Lem
- Deutscher Liederpreis 2015 – Auszeichnung in der Kategorie Bedeutendstes Lied deutscher Sprache für „Ho Rugg“ (gemeinsam mit Willi Resetarits, Walther Soyka und Hannes Wirth)
- Amadeus-Verleihung 2017 – Auszeichnung in der Kategorie Jazz/World/Blues
- Amadeus-Verleihung 2022 – Auszeichnung in der Kategorie Jazz/World/Blues (Molden/Resetarits/Soyka/Wirth)[11]
- Amadeus-Verleihung 2024 – Auszeichnung in der Kategorie Jazz/World/Blues (Molden/Seiler/Frauenorchester)[11]